# John Kunkel Small
John Kunkel Small (* 31. Januar 1869 in Harrisburg, Pennsylvania; † 20. Januar 1938 in New York City, New York) war ein US-amerikanischer Botaniker, bekannt für die Erforschung der Flora im Südwesten der USA, besonders in Florida. Sein offizielles botanisches Autorenkürzel lautet „Small“.

## Leben
Small wurde an der Columbia University promoviert und war Kurator am Herbarium der Columbia University (ab 1898 erster Kurator der Museen des New York Botanical Garden), 1906 bis 1932 als Hauptkonservator. Er kam 1901 erstmals nach Florida und erforschte dessen Flora und Fauna, wobei er auch zahlreiche Fotografien anfertigte. In seiner Arbeit in Florida wurde er durch den Mäzen Charles Deering unterstützt.
In seinem Buch From Eden to Sahara: Floridas Tragedy beschrieb er die Zerstörung der Natur in Florida.
Von ihm stammen viele Erstbeschreibungen neuer Arten und Unterarten, unter anderem  von Opuntia austrina und Pityopus. Ihm wird auch die Rettung der wilden Louisiana-Iris vor dem Aussterben zugeschrieben. Small verbreitete Samen und Exemplare tausender Pflanzen aus der ganzen Welt aus Sümpfen, die von Trockenlegung bedroht waren, an neue Standplätze.

## Ehrungen
Ihm zu Ehren wurde Smallanthus Mack. aus der Familie der Korbblütler (Asteraceae) und Smallia Nieuwl. aus der Familie der Orchideen (Orchidaceae) benannt.

## Schriften
- Flora of the Southeastern United States 1903, 1913, 1933
- Flora of Miami 1913
- Flora of Lancaster County 1913
- Florida Trees 1913
- Flora of the Florida Keys 1913
- Shrubs of Florida 1913
- Ferns of Tropical Florida 1918
- Ferns of Royal Palm Hammock 1918
- From Eden to Sahara: Florida’s Tragedy, 1929
- Manual of Southeastern Flora 1932
- Ferns of Vicinity of New York 1935